# Endrődy Ágoston
Endrődy Ágoston (angol nyelvterületen Agoston d'Endrődy Lt. Col.) (Kassa, 1902. október 13. – Zürich, 1990. január 1.) magyar katona, olimpikon és lovaglótanár.

## Élete
1920-ban felvételt nyert a Magyar Királyi Honvéd Ludovika Akadémiára, ahol négy év múlva tüzértisztként végzett. Szolgálatát csapattisztként kezdte, így vett részt az akkor kötelező equitációkon (lovas továbbképző tanfolyamok). Innen kiváló lovaglótudása okán kiemelték és 1928-ban felvétel nyert a lovaglótanár-képző hároméves tanfolyamára. Az Örkénytáborban működő intézmény nemcsak a honvédség lovaglótanárainak képzését végezte, hanem az olimpiai keret is itt készült a versenyekre. Lovaglótanári képesítését 1931-ben kapta kézhez és 1940-ig Örkénytáborban lovagolt. 
1930-ban Magyarországot képviselte New Yorkban és Torontóban tartott ugróversenyeken Malanotti Lajossal és Schaurek később Szepessy Schaurek Ottmárral. A hatnapos vonat- és tizennégy napig tartó hajóút után New Yorkban két 3., egy 4. és egy 8. helyet, Torontóban egy 1., egy 2., egy 3. és egy 7. helyet értek el. 
Bár ugrólovasként versenyzett, az olimpiai military keretbe a díjlovas-osztály és díjugrató-osztályból jelölték ki a csapatot és Endrődyt a military keretbe jelölték ki. 1933-ban Bécsben nemzetközi versenyt nyert, 1935-ben magyar bajnoki címet szerzett, 1936-ban Berlinben az olimpián egyéni 5. helyet szerzett. A magyar csapat három tagja (Jankovich Lőrinc – Irány, Endrődy Ágoston – Pandúr, Visy István – Legény) olyan fölénnyel vezette a csapatversenyt, hogyha a harmadikként induló lovas  – Visy István – beérkezik a célba, akkor a magyar csapat aranyérmet szerzett volna. Sajnos Visy lova, Irány a terepszakasz 3. és 4. akadálya között egy pocsolyás szakaszon megcsúszott és lábát törte. A győztes német csapat három lovasa 676,65 összhibaponttal győzött, de Endrődy és Jankovich hibapontjainak összege Visy István indulása előtt csak 260 volt.  
1939-ben a háború kitörése után csapatszolgálatra vezényelték és 1944-ben a dunántúli és muravidéki harcokban részt vett. Alakulata 1945. május 11-én az ausztriai Rettenbachban a szovjet csapatok előtt letette a fegyvert, majd szovjet fogságba kerülve Rosztovban és Szuhumiban volt hadifogolytáborban. A hadifogságból csak 1948-ban tért vissza. A honvédségtől elbocsátották, majd 1951-ben nyugatra távozott. 
Nagy-Britanniában telepedett le, ahol előbb belovaglóként, majd versenyzőként végül edzőként tevékenykedett. Szakmai karrierjének csúcsát jelentette, hogy 1956-ban a stockholmi olimpián Nagy-Britannia válogatottjával – edzőként – aranyérmet szerzett.
Már a Örkénytáborban tervbe vette egy könyv megírását, amelyből néhány gondolat már a Szent György című sportlapban is megjelent. A könyv vázlata szovjet hadifogságban körvonalazódott. Végül a könyvet az 1956-os olimpia után Angliában fejezte be és 1959-ben adta ki. A lovaglás módszeréről szóló könyve "Give Your Horse a Chance: The training of horse and rider for three-day events, show-jumping and hunting" (Adj esélyt a lovadnak – A ló és lovas kiképzése a militaryra, díjugratásra és vadászatra) címen jelent meg, amely a mai napig az egyik legmagasabb színvonalú szakirodalom a lókiképzésben. A mű összefoglalja az Örkénytáborban kialakult gyakorlatot és a lókiképzés minden területét felöleli. Magyarul a könyv csak a rendszerváltás után jelent meg a Mezőgazda Kiadónál dr. Hecker Walter szerkesztette Lovasakadémia sorozatban "A militaryló kiképzése – Adj esélyt a lovadnak" címmel. 
Endrődy 1990-ben egy hotelszobában lakva, Zürichben halt meg, soha nem tért haza. Életében élénk levelezést folytatott tanítványával Némethy Bertalannal, aki a díjugratásban edzőként a világ tetejére repítette az Egyesült Államok válogatottját.

## Sportpályafutása
1933. Díjugratásban az öt legeredményesebb lovas között
1934. Magyar Bajnokság (military) 2. helyezett 
1935. Magyar Bajnokság (military) 1. helyezett
1936. Olimpiai játékok, Berlin, (military) egyéni 5. helyezett
1936. Aachen (military) 5. helyezett

## Kötetei
- Give your horse a chance. The training of horse and rider for three-day events, show jumping and hunting; angolra ford. Fekete Ervin et al.; Allen, London, 1959
- Endrődy Ágoston: A militaryló kiképzése. Adj esélyt a lovadnak! A ló és a lovas kiképzése militaryre, ugróversenyekre és vadászatokra; ford. Kovács Eszter; Mezőgazda, Bp., 1999 (Lovasakadémia)